# Michael Svensson
Michael Lennart Svensson (* 25. November 1975 in Värnamo) ist ein schwedischer Fußballspieler.

## Leben

### Verein
Svensson begann seine Karriere beim unterklassig spielenden IFK Värnamo. 1998 debütierte er für Halmstads BK in der Allsvenskan. Mit dem Verein gewann er 2000 den schwedischen Meistertitel. In der Saison 2001/02 spielte er für ES Troyes AC in der französischen Ligue 1. Im Sommer 2002 wechselte er zum FC Southampton, dem er trotz des Abstiegs aus der FA Premier League 2005 treu blieb. Wegen einer Knieverletzung kam er in seinen letzten beiden Spielzeiten bei Southampton kaum zum Einsatz; ab 2007 war Svensson kurzzeitig vertragslos und schien seine Karriere schon endgültig beendet zu haben. Am 17. Dezember 2009 wurde bekanntgegeben, dass Michael Svensson an der Seite von Lars „Lasse“ Jacobsson der neue Trainerassistent seines ehemaligen Klubs Halmstad BK sei. Dieses Amt hatte er schließlich von 2010 bis Anfang 2014 inne. Von 2011 stand er auch als sporadisch einsetzbarer Spieler im Profiaufgebot des Halmstad BK. Ende 2013 beendete er seine Spielerkarriere endgültig.
Als Trainer arbeitete er nach seiner Station als Co-Trainer von 2014 bis Ende 2016 bei Halmstad als Trainer der U19. Seit 2017 ist er Trainer bei Vinbergs IF.

### Nationalmannschaft
Am 17. August 1999 debütierte Svensson in der Nationalmannschaft im Spiel gegen Österreich. Bei der Weltmeisterschaft 2002 stand er zwar im Kader, kam aber nicht zum Einsatz. Insgesamt stand Svensson in 25 Spielen für die schwedische Nationalmannschaft auf dem Platz.